# Cuta
Cuta (Kuta) é uma cidade costeira e estância turística da Indonésia, situada na costa sul da ilha do Bali. É a capital do distrito (kecamatan) homónimo e pertence ao kabupaten (regência) de Badung. Tem 17,5 km² de área e em 2004 tinha 38 771 habitantes (densidade: 2 215,5 hab./km²). Situa-se na costa ocidental da península de Bukit, que constitui a extremidade meridional de Bali.
Outrora uma aldeia de pescadores, Cuta foi uma das primeiras localidade do Bali a ser desenvolvida turisticamente e continua a ser uma das estâncias de praia mais populares da Indonésia. O centro da cidade fica a apenas 4 km do Aeroporto Internacional Ngurah Rai. Cuta é conhecida internacionalmente pela sua extensa praia de areia, alojamentos turísticos de todos os tipos, numerosos restaurantes e bares. É visitada frequentemente por muitos surfistas famosos australianos. Foi palco de dois atentados terroristas, um em outubro de 2002, que provocou 202 mortos, a maior parte deles turistas, e outro em outubro de 2002, no qual morreram 20 pessoas.
A fim de preservar a cultura local e os recursos naturais, o governo provincial de Bali tem limitado o desenvolvimento turístico fora da península de Bukit. Para sul, a praia de Cuta estende-se para além do aeroporto, até Jimbaran (9 km a sul por estrada). Outras localidades vizinhas incluem Seseh (20 km a noroeste por estrada), Dempassar (12 km a norte), (4 km a leste), Pesanggaran (5 km a leste), Tuban (4 km a sul) e Kedonganan (6 km a sul).
O distrito de Cuta (em indonésio: Kecamatan Kuta) inclui duas localidades além de Cuta propriamente dita: Legian, Seminyak, Kedonganan e Tuban. Há mais dois distritos da regência de Badung com nome Cuta: Cuta Sul (Kecamatan Kuta Selatan) e Cuta Norte (Kecamatan Kuta Utara). O primeiro abarca a localidade de Jimbaran e toda a península de Nusa Dua. O segundo inclui as aldeias de Kerobokan Klod, Kerobokan, Kerobokan Kaja, Tibu Beneng Canggu e Dalung.
Cuta é o centro de uma área urbana muito orientada para o turismo, que se funde com as cidades vizinhas. Legian, a norte, é centro de comércio de Cuta, onde há também muitos restaurantes e locais de entretenimento. A maior parte dos grandes hotéis de praia situam-se na parte sul de Tuban. Legian e Seminyak constituem as extensões para norte de Cuta. São subúrbios relativamente mais sossegados, com casas de tipo vivenda, onde vive a maior parte dos expatriados. Também para norte, ao longo da praia ou junto a ela, há mais subúrbios calmos e mais recentes: Petitenget, Berawa, Canggu e Seseh. Nestas áreas há também vários grandes hotéis.